# Tarqueada

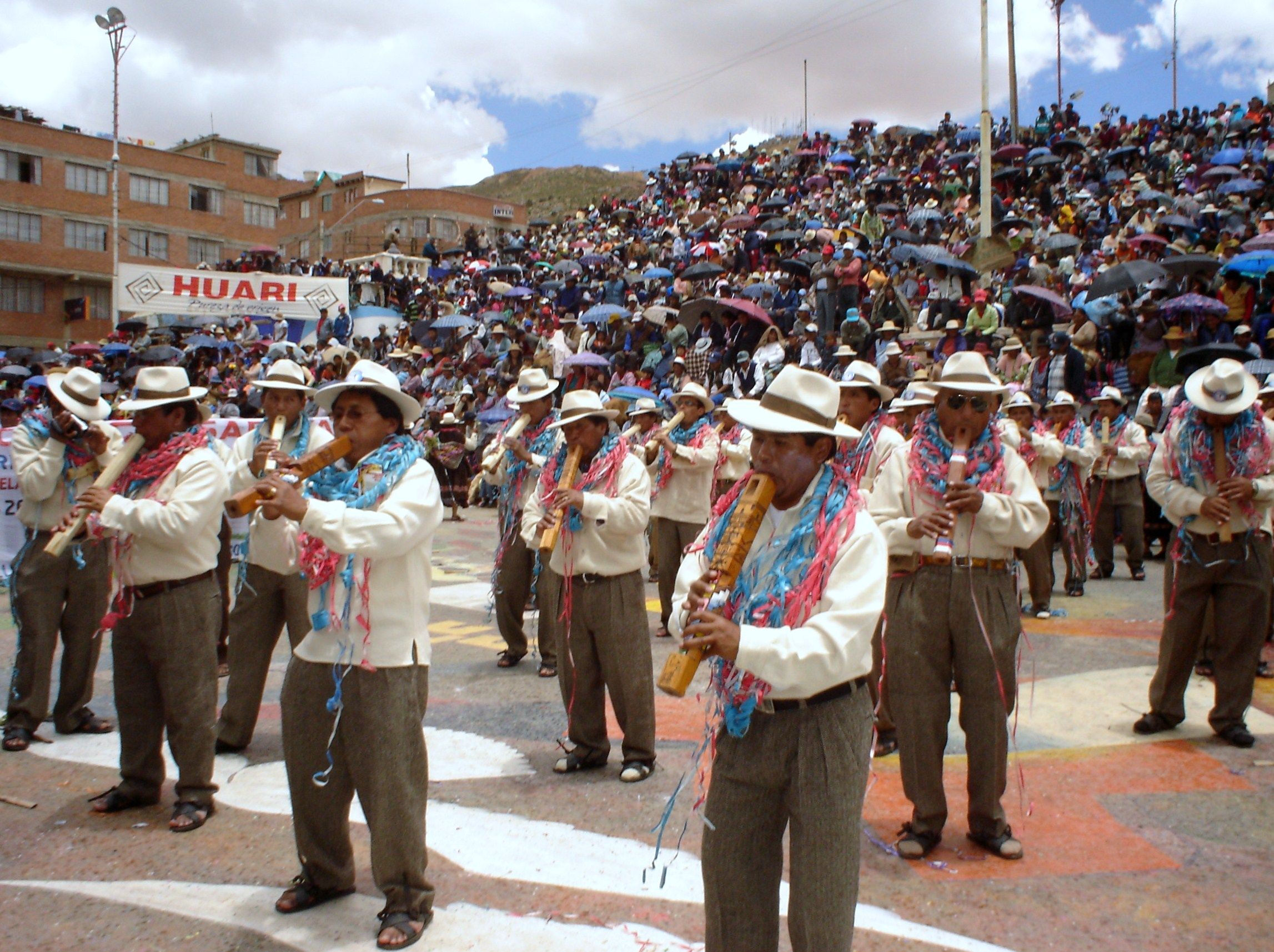
Una tropa de músicos tocando tarka en el carnaval de Oruro

La tarqueada o tarkeada es una danza tocada y bailada en Bolivia, Perú, Chile, musicalizada a través de una flauta de madera denominada tarka. Es un género musical y coreográfico que celebra la floración y fertilidad del período estival.
En 2009 los países de Bolivia, Chile y Perú, enviaron una postulación a la Unesco de salvaguardar la cultura aimara en estos 3 países.

## Antecedentes y significado
El nombre "tarqueada" deriva de las flautas de pico de origen colonial conocidas como tarkas o tarqas. Es un instrumento “que recibe las melodías de la naturaleza, para pedir clemencia frente a las sequías, los excesos de lluvia o cualquier otro fenómeno climático que afecte los sembradíos”. Su timbre “es adecuado para expresar sentimientos de alegría y júbilo propios del Carnaval”, y se sostiene que sus melodías son prohibidas una vez concluidos el Carnaval, ya que se cree que podrían despertar el poder de los ancestros.La tarka, aunque de origen incierto, tiene una presencia destacada en los alrededores del lago Titicaca.

### Función ritual y agrícola
La tarqueada está estrechamente vinculada con los ciclos agrícolas y las creencias andinas, desempeñando una función ritual en la invocación de las lluvias, esenciales para el crecimiento de los cultivos. Su ejecución comienza durante la temporada de lluvias o jallu pacha, coincidiendo con la siembra, y se prolonga hasta la pre-cosecha.
En diversas comunidades, la interpretación de la tarqueada inicia en la festividad de Todos Santos, donde se cree que las almas deben "irse bailando al otro mundo", y concluye con la festividad de Anata o Carnaval. No obstante, en algunas regiones, su práctica se extiende hasta el domingo de Tentación o Pascuas.
Además de su función en el calendario agrícola, la tarqueada acompaña rituales como la k’illpa (marcación de ganado) y festividades relacionadas con la cosecha.

### Tarqueada en el contexto urbano y político
En las últimas décadas, la tarqueada ha experimentado una transformación en su práctica dentro de los contextos urbanos y políticos. Su flexibilidad, al no requerir un atuendo específico, ha facilitado su integración en eventos cívicos, folklóricos y políticos, convirtiéndola en una herramienta de expresión social y resistencia cultural. Especialmente en contextos de luchas sociales, la tarqueada ha adquirido un carácter simbólico de reivindicación de los derechos y visibilidad de las comunidades indígenas, consolidándose como un símbolo de identidad y resistencia frente a los procesos de homogeneización cultural. En los entornos urbanos, su manifestación se diferencia de la rural al presentarse en entradas folklóricas organizadas, donde grupos de danzantes ejecutan coreografías estructuradas.

## Tarqueada boliviana
En Bolivia existen varias medidas y estilos de tarkas. El pueblo de San Pedro de Totora, en el departamento de Oruro, fue declarado capital de la tarqueada. Además existe un estilo de tarqueada proveniente de otro municipio, el de Curahuara de Carangas. En el departamento de La Paz existen muchos lugares donde se toca y baila esta danza, pero el lugar más fuertemente arraigado es la provincia de Gualberto Villarroel y su capital San Pedro de Curahuara. Debido a una fuerte urbanización, la danza se está popularizando cada vez más, y extendiéndose a varias regiones.

## Tarqueada peruana
En el Perú se baila especialmente en la zona Aimara de Huancané y Chucuito, asimismo, la Provincia de Candarave en el Departamento de Tacna. Se baila en pareja, normalmente en grandes festividades y carnavales.

## Tarqueada en Chile
En Chile se baila en la Región de Arica y Parinacota y región de Tarapacá, zona de habitantes de origen aimara.